# Christine Scheyer
Christine Scheyer (ur. 18 lipca 1994) – austriacka narciarka alpejska.

## Kariera
Po raz pierwszy na arenie międzynarodowej pojawiła się 24 listopada 2009 roku w Bormio, gdzie w zawodach juniorskich zajęła 33. miejsce w slalomie gigancie. W 2011 roku wystartowała olimpijskim festiwalu młodzieży Europy w Libercu, gdzie była piąta w gigancie, a w slalomie zajęła 28. miejsce. Nigdy nie wystąpiła na mistrzostwach świata juniorów. W Pucharze Świata zadebiutowała 12 grudnia 2014 roku w Åre, gdzie nie zakwalifikowała się do pierwszego przejazdu w gigancie. Pierwsze pucharowe punkty zdobyła 28 lutego 2016 roku w Soldeu, zajmując 23. pozycję w kombinacji. Na podium zawodów tego cyklu po raz pierwszy znalazła się 15 stycznia 2017 roku w Altenmarkt, zwyciężając w zjeździe. W zawodach tych wyprzedziła Tinę Weirather z Liechtensteinu oraz Jacqueline Wiles z USA. W 2017 roku wystąpiła na mistrzostwach świata w Sankt Moritz, gdzie jej najlepszym wynikiem było szóste miejsce w zjeździe. Ponadto zajęła tam trzynaste miejsce w superkombinacji oraz piętnaste w supergigancie.

## Osiągnięcia

### Igrzyska olimpijskie
| Miejsce | Dzień     | Rok  | Miejscowość | Konkurencja     | Czas biegu | Strata | Zwyciężczyni   |
| ------- | --------- | ---- | ----------- | --------------- | ---------- | ------ | -------------- |
| 6.      | 17 lutego | 2022 | Pekin       | Superkombinacja | 2:25,67    | +3,58  | Michelle Gisin |

### Mistrzostwa świata
| Miejsce | Dzień     | Rok  | Miejscowość       | Konkurencja     | Czas biegu | Strata | Zwyciężczyni       |
| ------- | --------- | ---- | ----------------- | --------------- | ---------- | ------ | ------------------ |
| 15.     | 7 lutego  | 2017 | Sankt Moritz      | Supergigant     | 1:32,34    | +1,44  | Nicole Schmidhofer |
| 13.     | 10 lutego | 2017 | Sankt Moritz      | Superkombinacja | 1:58,88    | +2,35  | Wendy Holdener     |
| 6.      | 12 lutego | 2017 | Sankt Moritz      | Zjazd           | 1:32,85    | +0,94  | Ilka Štuhec        |
| 17.     | 11 lutego | 2021 | Cortina d’Ampezzo | Supergigant     | 1:25,51    | +1,65  | Lara Gut-Behrami   |
| 19.     | 13 lutego | 2021 | Cortina d’Ampezzo | Zjazd           | 1:34,27    | +1,99  | Corinne Suter      |

### Puchar Świata

#### Miejsca w klasyfikacji generalnej
- sezon 2015/2016: 111.
- sezon 2016/2017: 25.
- sezon 2017/2018: 54.
- sezon 2018/2019: 75.
- sezon 2019/2020: 92.
- sezon 2020/2021: 40.
- sezon 2021/2022: 31.

#### Miejsca na podium w zawodach
1. Altenmarkt – 15 stycznia 2017 (zjazd) – 1. miejsce
2. Courchevel – 16 marca 2022 (zjazd) – 2. miejsce[1]